# Elaphocera lajonquierei
Elaphocera lajonquierei är en skalbaggsart som beskrevs av Baraud 1966. Elaphocera lajonquierei ingår i släktet Elaphocera och familjen Melolonthidae. Inga underarter finns listade i Catalogue of Life.